# Asura crocoptera
Asura crocoptera là một loài bướm đêm thuộc phân họ Arctiinae, họ Erebidae.